# Ali Reynald Radjoumba
 (octobre 2020).
Ali Reynald Radjoumba, né le 3 janvier 1975 à Lambaréné, dans la province du Moyen-Ogooué au Gabon, est un reporter, présentateur et réalisateur gabonais. Il est le directeur général du groupe Gabon Télévision depuis le 2 octobre 2020.

## Carrière professionnelle

### Débuts à la Télévision
Revenu au Gabon en 2001 après avoir obtenu une maîtrise en sciences et techniques de la communication à l’école française des attachés de presse en Côte d'Ivoire, Ali Reynald Radjoumba intègre la même année, la rédaction des actualités télévisées de la première chaîne de la Radio Télévision Gabonaise (RTG1) en qualité de reporter.
Il y devient présentateur des grandes éditions d’informations et producteur de documentaires invitant au tourisme au Gabon et sur l’histoire du pays.

### Présidence de la République Gabonaise
En 2002, il intègre la presse présidentielle comme collaborateur. En plus de ses réalisations pour la RTG1, il produit régulièrement des reportages, des documentaires et des magazines aux côtés d’autres journalistes et techniciens encadrés par Vincent Mavoungou, alors directeur de cabinet adjoint de la présidence de la République.  
En 2004, accrédité auprès de la présidence de la République gabonaise, il assure la couverture médiatique de la Grande Caravane de l’OPDAS, l’Organisation des Premières Dames d’Afrique contre le Sida où il est remarqué par la Première dame du Gabon, Édith Bongo, qui va ensuite le requérir en tant que journaliste officiel, une mission qu’il assure jusqu’en 2009.
Élu président de la République,, Ali Bongo le nomme conseiller, directeur général adjoint de la presse présidentielle, poste qu’il occupe jusqu’en février 2019.
Ali Reynald Radjoumba a alors la charge de la cellule regroupant l’ensemble des rédactions des médias audiovisuels du pays.

### Gabon 24
Le décret n°0152/MAPDN du 4 mai 2018 marque la sortie de Gabon 24 du groupe Gabon Télévision et l’évolution de son statut. Dès lors, une direction provisoire est mise en place, à la tête de laquelle sont placés Ali Radjoumba et Marie-Noëlle Ada, qui travaillent sous la supervision du conseil d'administration de Gabon 24.

### Retour à la Maison de la Radio et de la Télévision nationales
En 2019, Ali Reynald Radjoumba est affecté à Radio Gabon en qualité de directeur général adjoint. Cette nomination intervient au moment où Ali Bongo est en convalescence à Rabat au Maroc, après des problèmes de santé,.
Durant près de deux ans, Ali Reynald Radjoumba et Bertrand Ebiag-Angoué, alors directeur général de Radio Gabon travaillent ensemble à la recherche de solutions innovantes pour l’amélioration de la qualité des programmes et des actualités avec, d’une part, la fluidification des échanges entre le Centre Gouverneur de Libreville et les stations provinciales de Radio Gabon basées à Oyem, Koulamoutou, Port-Gentil, Tchibanga, Franceville et d’autre part, l’amorce de la mise en œuvre de la stratégie numérique de la radio nationale[réf. nécessaire]. 
En juillet 2019, il est accueilli à Tanger, au Maroc, par l’équipe de MEDI1 pour la mise en place d’un partenariat en renfort des coopérations historiques qui unissent la République gabonaise et le Maroc depuis des décennies. Ce déplacement s’inscrit dans la perspective d’une collaboration variée afin d’améliorer la qualité des programmes et des équipements techniques de Radio Gabon
Avec le soutien de la Direction de la Coopération internationale et celle des Affaires Asiatiques et Océaniennes du ministère des Affaires Étrangères du Gabon, Ali Reynald Radjoumba reçoit une délégation de Chine conduite par AI Yinfang, vice-directrice de l'Agence de la Coopération Économique et Internationale du Ministère du Commerce de la Chine. L'objectif est de procéder à un état des lieux de la Maison Georges Rawiri, siège de Radio Gabon et du Groupe Gabon Télévisions, en prévision de la réfection totale des installations et de la formation technique des agents de la radio et de la télévision nationales ; un transfert de compétences est nécessaire pour la bonne gestion et la maintenance des équipements sur le long terme, marqués par les attaques du 7 janvier 2019 : inaugurée le 1er décembre 2007 par le président Omar Bongo, la Maison Georges Rawiri est le fruit de la coopération sino-gabonaise ; en 2008, l’ambassadeur de Chine au Gabon, Xue Jin Wei a remis officiellement les clés de la Maison entièrement équipée au ministre de la Communication de l’époque, Jean Boniface Assélé.
En mai 2020, à l’heure du numérique et des technologies de l'information et de la communication, sous la supervision de Bertrand Ebiag-Angoue et Ali Reynald Radjoumba, Radio Gabon commence ses premières diffusions en direct sur YouTube et en juin de la même année, sur d’autres plateformes numériques.
Par décret en conseil des ministres du 2 octobre 2020, Ali Reynald Radjoumba est nommé directeur général du Groupe Gabon Télévision.

## Engagements

### Convictions religieuses
Pendant quinze ans, Ali Reynald Radjoumba présente le magazine islamique sur la première chaine de télévision locale et réalise plusieurs documentaires sur l’Islam au Gabon afin de mieux en faire connaître les prescriptions dans un pays divisé entre christianisme et animisme. 
Membre actif de la communauté musulmane de son pays, Ali Reynald Radjoumba assure depuis 2010 le rôle de responsable de la communication du Conseil supérieur des affaires islamiques du Gabon (CSAIG). Placé sous l'autorité morale du raïs de la communauté musulmane du Gabon, le Conseil supérieur des affaires islamiques du Gabon (CSAIG) est l'instance représentative des musulmans du pays.
Il participe en 2015 à la création de la première Radio et Télévision de la Communauté musulmane du Gabon : Nour Radio TV.

### Organisation de la Coopération Islamique (OIC)
En 2011, Ali Reynald Radjoumba est nommé vice-président du Comité d’organisation de la conférence des ministres de l’Information de l’Organisation de la coopération islamique (OCI) ; une mission qu'il assure jusqu’en 2012.
Le 14 juillet 2020, l’Union des agences de presse des pays membres de l’Organisation de la coopération islamique tient son premier Forum virtuel des médias sur l’avenir de l’Organisation et de ses organes après la crise de la pandémie de Covid-19 ; un atelier par visioconférence est axé également sur les mécanismes à déployer par l’OCI pour approfondir la coopération et le rapprochement entre les peuples islamiques dans la perspective de faire face à l’islamophobie comme à toute idéologie extrémiste, avec un regard particulier sur les droits de l'enfant.
La question des méthodes de vérification des faits et la lutte contre les fake news en cette période de COVID19 est au centre d’un atelier virtuel animé par le Dr. Sadok Hammami, professeur à l’Institut de la Presse et des Sciences de l'information à l’université de La Manouba en Tunisie, réunissant 110 professionnels des médias de 29 pays, dont Ali Reynald Radjoumba pour le Gabon.

### Œuvres caritatives
Depuis 2014, Ali Reynald Radjoumba est président de la Fondation Seydou Kane, une association à but non lucratif qui, outre l’aide à la communauté musulmane, vient en aide aux plus démunis, particulièrement, aux jeunes.
Pour aider les populations plongées dans une précarité alimentaire sans précédent durant la crise du COVID19 au Gabon, la Fondation Seydou Kane a joint ses efforts à ceux du Gouvernement pour venir en aide à ces dernières. Elle a offert un chèque d’une valeur de 30 millions de francs CFA au gouvernement et a organisé des livraisons de vivres à Libreville comme à l’intérieur du pays. Elle a aussi procédé à la distribution de masques et à la désinfection des lieux de culte et des écoles.

## Vie privée
Ali Reynald Radjoumba est marié et père de trois enfants.